# Максиміліан Робесп'єр
Максиміліа́н Робесп'є́р (фр. Maximilien de Robespierre, повне ім'я фр. Maximilien François Marie Isidore de Robespierre, Максиміліан Франсуа Марі Ісидор де Робесп'єр; 6 травня 1758, Аррас — 28 липня 1794, або 10 термідора II року Республіки, Париж) — один з лідерів Великої французької революції, відомий сучасникам як Непідкупний (фр. L'Incorruptible) або Шалена Гієна (серед своїх ворогів), очільник якобінців.
Член Законодавчих зборів з 1789 року і Конвенту з 1792 року. Фактично очоливши в 1793 році революційний уряд, сприяв рішенню про страту короля Людовика XVI і його дружини Марії-Антуанетти, створенню Революційного трибуналу, страті лідерів жирондистів, ебертистів і дантоністів. У 1793 році фактично очоливши Комітет громадського порятунку, зосередив у своїх руках практично необмежену владу і розгорнув масовий терор проти «ворогів революції». 27 липня (9-го термідора) 1794 року був повалений і наступного дня разом з найближчими соратниками страчений без суду на гільйотині термідоріанцями.

## Біографія
Народився 6 травня 1758 року в Аррасі. Навчався в школі ордена ораторіанців, у 1769 був направлений як стипендіат у коледж Людовіка Великого в Парижі. Одержавши диплом юриста, повернувся в Аррас, де почав кар'єру адвоката. У 1789 році обраний депутатом у Генеральні штати від третього стану.

## Аррас. Молодість. Літературна робота
Прізвище Робесп'єра — можливо, ірландського походження[1]. Батько Робесп'єра, Максиміліан Бартелемі Франсуа Робесп'єр — спадковий адвокат при Раді Артуа фр. Conseil suprieur d'Artois, мати — Жаклін Маргарита Каррол — дочка пивовара. Брат його діда по батькові — збирач податків Ів де Робесп'єр — отримав особисте дворянство.
Батько і дід Робесп'єра часто підписувалися фр. De Robespierre, додаючи тим самим до свого прізвища «дворянську» частку «де». Максиміліан у молодості також підписувався «де Робесп'єр».
У семирічному віці він залишився сиротою. Його опікуном став дід по матері, який і допоміг Робесп'єру через арраського єпископа вступити в паризький колеж Луї-ле-Гран (Людовика Великого). У колежі він відрізнявся працьовитістю і зразковою поведінкою, захоплювався античністю. Серед його товаришів був Каміль Демулен.
Потім закінчив юридичний факультет Сорбонни. 8 листопада 1782 Робесп'єр був прийнятий в колегію адвокатів при Раді Артуа.
Енциклопедисти, Монтеск'є, особливо Жан Жак Руссо з одного боку, умовна манірність сентименталізму — з іншого, ось ґрунт, який виховав Робесп'єра. Разом з Бюіссаром, Фуше, Лазарем Карно входив у літературне товариство «Розаті», яке об'єднувало, як вказувалося в його статуті, молодих людей, пов'язаних любов'ю до віршів, квітів і вина. Він писав багато віршів у сентиментальному стилі, часто присвячуючи їх дамам Арраса, і в 1783 році був обраний членом Арраської Академії літератури, наук і мистецтв.
В академії він продовжував виступати за права народу. Досить швидко став постійним і улюбленим оратором, і в 1786 році його обрали президентом академії. На цьому посту він посприяв прийняттю в академію двох жінок — натуралістки Марі Ле Масон Ле Гольф і письменниці Луїзи де Керальо — оскільки виступав проти забобону, за яким жінок не допускали в наукові спільноти. Стараннями родичів ледь не одружився з дочкою нотаріуса Анаіс Дезорті, але шлюб не відбувся.
На час відкриття генеральних штатів він опублікував брошуру, де вимагав реформування місцевих провінційних зборів Артуа.

## Початок політичної діяльності

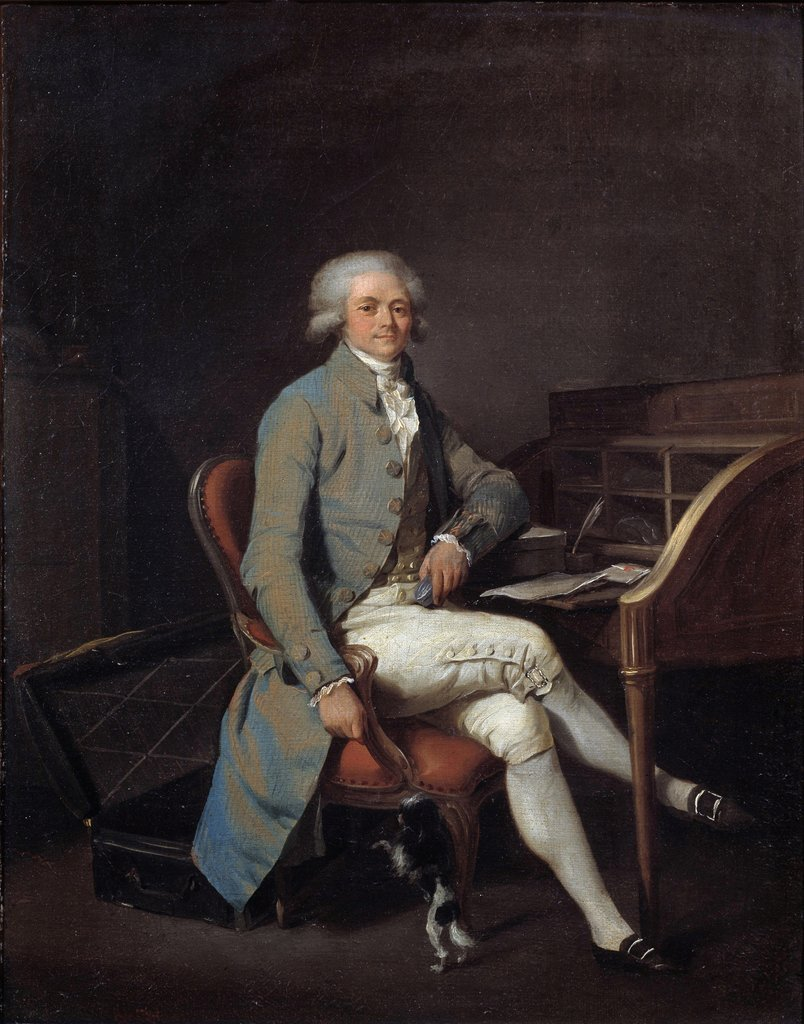
Портрет Робесп'єра роботи Буальї (близько 1791 року) (Палац витончених мистецтв у Ліллю)

Обраний депутатом від третього стану, Робесп'єр висловлювався проти військового закону, проти королівського права вето, проти поділу громадян на активних і пасивних, за допущення євреїв до обіймання суспільних посад. Він заявив себе прихильником будь-яких анархічних ідей, «уславившись» вічним критиканством всього, що тільки було від Старої Франції.
20 червня 1789 року позбавлені приміщення депутати зібралися в залі для гри в м'яч, де прийняли присягу боротися з абсолютизмом фр. Serment du Jeu de paume. Одним з авторів тексту присяги був Максиміліан Робесп'єр.
Поступово він став найбільш впливовим членом «Якобінського клубу» (багато членів якого були учасниками масонських лож Парижа); в червні 1790 року був обраний одним із секретарів зборів.

## Очільник якобінців
Спроба втечі Людовика XVI викликала промову Робесп'єра, що відразу прославило його. У втечі короля Робесп'єр бачив контрреволюційну змову, створену багатьма членами Національних зборів, ворогів свободи, щоб, за допомогою короля і тиранів, придушити патріотів. Істина, свобода і суспільство, говорив він, для нього дорожчі за життя, проти якого, як він стверджував, були вже направлені «тисячі кинджалів». «Ми всі помремо з тобою», захоплено вигукнув тоді Каміль Демулен.
Робесп'єр запропонував судити короля і запитати народ про форму правління.
Під час народного заколоту на Марсовому полі (17 липня) Робесп'єр, побоюючись за своє життя, втік до одного з якобінців, де переховувався.
30 вересня установчі збори розійшлися, оголосивши, за пропозицією Робесп'єра, що члени його не можуть обиратися в Законодавчі збори.
У листопаді 1791 Робесп'єр був обраний у Парижі громадським обвинувачем (фр. accusateur public) і став главою Якобінського клубу.
У квітні 1792 він склав з себе обов'язки обвинувача і заснував якобінський журнал: «Défenseur de la constitution» («Захисник конституції»). У цей час почалися гострі сутички між жирондистами і монтаньярами з питання про війну.
Робесп'єр був проти війни та нападав у якобінському клубі й в пресі на Бріссо та жирондистів.
У народному русі 20 червня Робесп'єр не брав участі.
11 липня відбулося проголошення гасла «Батьківщина в небезпеці» (промова Верньо), а 20 липня Робесп'єр виголосив в Якобінському клубі промову, в якій уже розвивав програму терору. «Корінь всіх страждань, — говорив він, — у виконавчій владі та в законодавчих зборах. Необхідно зникнення привиду, званого королем, і встановлення національного конвенту».
10 серпня Робесп'єр витратив на аналіз політичного стану. Коли повстання вдалося і ватажками його була утворена комуна (з Дантоном на чолі), до неї 11 серпня приєднався і Робесп'єр.

## Конвент. Боротьба з жирондистами

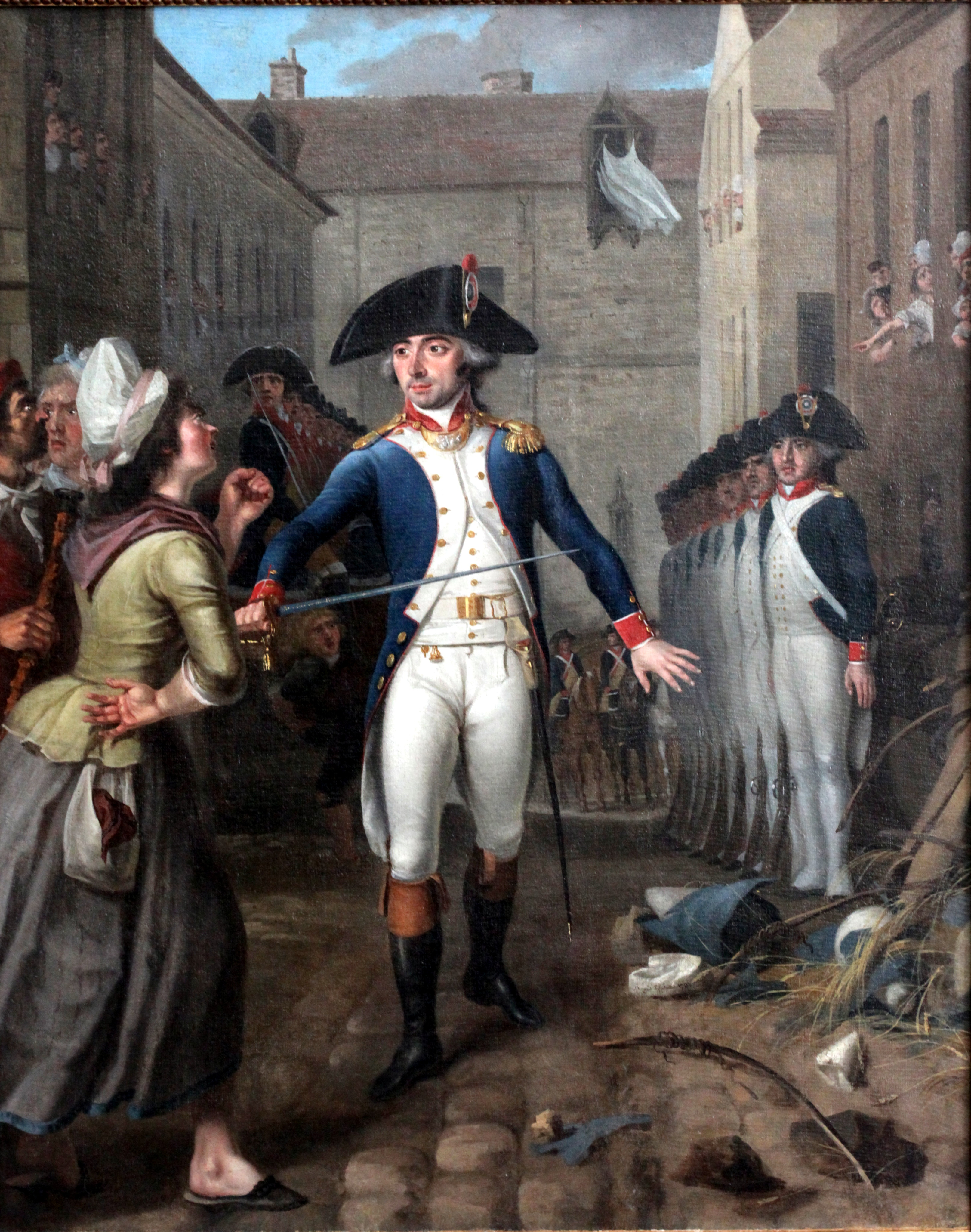
Національна гвардія охороняє вантаж цукру під час заворушень у Парижі в січні 1791 року

17 серпня Робесп'єр був обраний членом надзвичайного суду, заснованого Дантоном для покарання спільників двору, але Робесп'єр відмовився від участі в ньому.
21 серпня Робесп'єр був обраний одним зі 24 депутатів Парижа в національний конвент, але не отримав переважного числа голосів; перевага була на боці помірних. У перші ж дні існування конвенту в ньому спалахнула ворожнеча між жирондистами і якобінцями, які звинувачували один одного в прагненні до диктатури.
24 вересня Ребеки напав на Робесп'єра та якобінців. У відповідь Робесп'єр виголосив розлогу промову, в якій ретельно зображував свої подвиги, котрі, за його словами, врятували державу. Дотепне заперечення Луве збентежило Робесп'єра: він попросив відстрочку і тільки 5 листопада відповів Луве майстерно обробленою, ефектною промовою, знову захопив збори своєю революційною риторикою. Коли було поставлене питання про необхідність судити короля, партії ще сильніше розділилися. Робесп'єр виголосив 3 грудня промову, де відкидав юридичну точку зору, стаючи на політичну. «Людовик — не підсудний, а ви — не судді, — говорив він, — ви державні люди, представники нації… Ваша справа — не оголошувати судовий вирок, а вжити заходів для громадського блага, виконати роль національного провидіння». Він вимагав «смерті Людовіка, щоб жила республіка».
27 грудня Робесп'єр знову говорив про необхідність «покарання тирана, що зміцнить громадську свободу і спокій». Обов'язок перед батьківщиною і ненависть до тиранів вкорінені, за його словами, в серці кожної чесної людини та повинні взяти верх над людяністю. Парадокс історії полягає в тому, що Людовик XVI, проти якого він виступав, був одним з найбільш добросердих і м'яких правителів Франції, виявляв справжню турботу про свій народ.
На думку Робесп'єра, відозва до народу (фр. appel au peuple), якої вимагали помірковані, загрожувала поваленням республіки: роялісти (палкі прихильники короля) і вороги свободи могли б вплинути на народ і навіть здобути перемогу. Головним чином промова Робесп'єра була спрямована проти жирондистів, які «винуватять усіх, крім короля».
9 березня 1793 року Робесп'єру вдалося наполягти на відправленні в департаменти, як комісарів, 82 депутатів, вибраних з якобінців, всюди поширювали їхні настанови. Коли одна з паризьких секцій внесла в конвент адрес про вигнання з нього Жиронди (10 квітня), Робесп'єр обрушився на жирондистів з отруйними натяками, що викликали блискучу імпровізацію Верньо.
24 квітня Робесп'єр представив у Конвенті проєкт декларації прав, в якій говорилося, що «люди всіх країн» суть «громадяни однієї й тієї ж держави», зобов'язані допомагати один одному, а «монархи, аристократи, тирани, які б вони не були» — раби, які бунтують проти природи.
2 червня жирондисти втратили вплив; розпочалась епоха терору у революційній Франції.

## Влада якобінців. Терор
Головну роль у комітеті громадського порятунку з 27 липня грав Робесп'єр. Під його впливом Конвент у засіданні 1 серпня декретував цілий ряд надзвичайних заходів.
Терором завідували тріумвіри, як їх називали, — Робесп'єр, Кутон і Сен-Жуст. Від них виходили декрети про проскрипції та страти. Усі видатні пропозиції укладалися здебільшого Робесп'єром. Він говорив, що потрібно винищувати середній стан, «постачати санкюлотів зброєю, пристрастю, просвітою». Вороги, з якими слід боротися — люди порочні та багаті, які користуються невіглаством народу. Оскільки освіті народу заважає «продажність письменників», «які щодня обманюють його безсоромною брехнею», то «треба оголосити опалу письменникам, як найнебезпечнішим ворогам вітчизни», і видавати хороші твори. 3 жовтня член комітету громадської безпеки Амар запропонував Конвенту передати до суду 73 депутатів, які протестували проти вигнання жирондистів. Робесп'єр заступився за них, розраховуючи з їхньою допомогою розбити партію Дантона. Це не завадило йому підписати декрет про знищення Ліона.

## Одноосібна диктатура

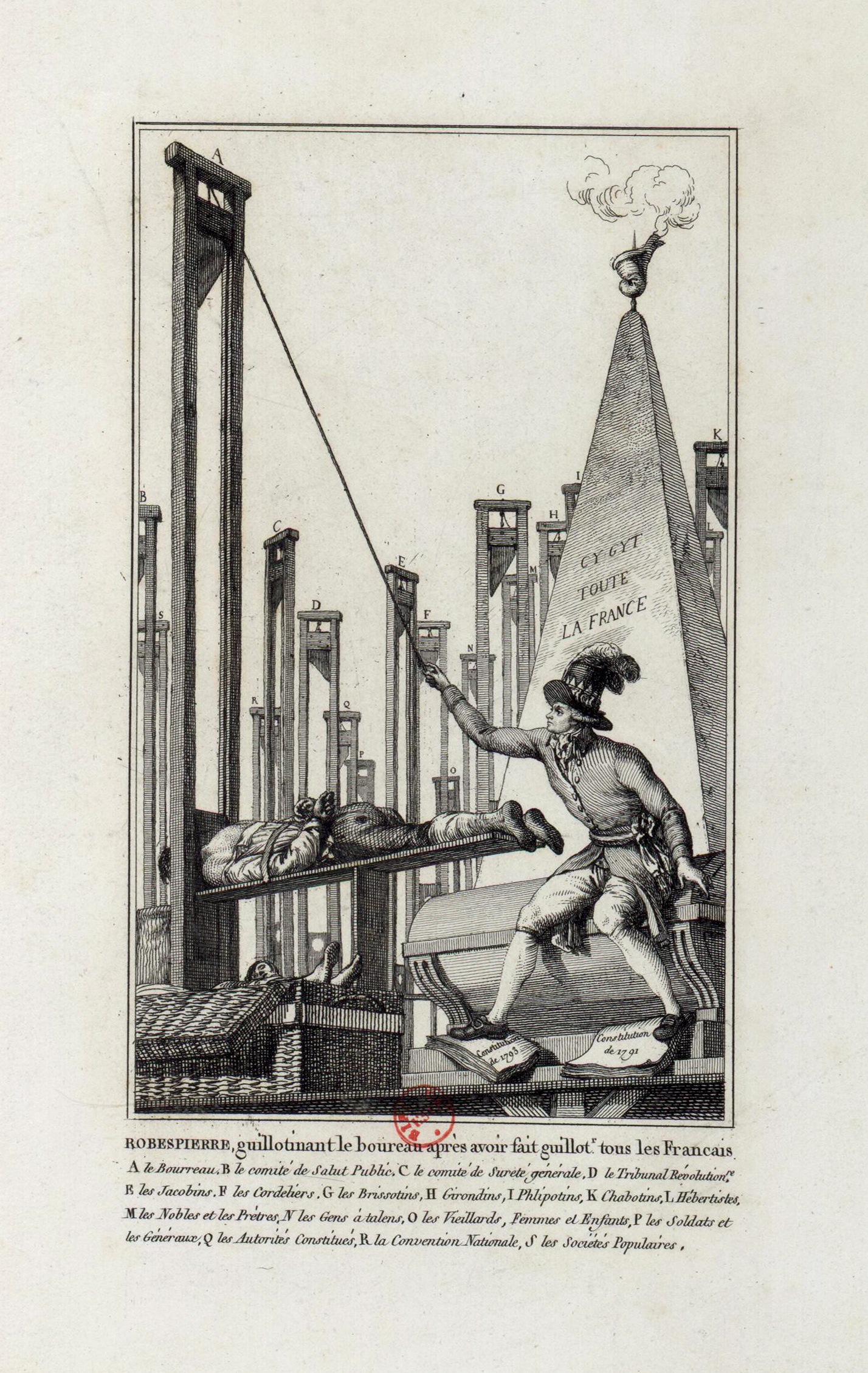
Карикатура гільйотинування Робесп'єром ката після страти усіх інших у Франції

Настав час особистої диктатури Робесп'єра. На другий день після страти було оголошено, що готується святкування на честь Верховної Істоти. Робесп'єр мав наміри привернути на свій бік робітників, розробляючи заходи щодо зменшення великих статків, допомоги нужденним і однаковості виховання. Міське управління було тепер цілком у його руках. Два замахи на життя Робесп'єра лише сприяли посиленню його популярності. 3 преріаля його хотів убити Ладміраль. На другий день у його квартирі застали молоду дівчину Сесіль Рено з двома ножами. Мадемуазель Рено було страчено, а свій порятунок Робесп'єр приписував Верховній Істоті. 18 флореаля (7 травня) він виголосив довгу промову проти повного атеїзму в підтримку деїзму, прихильником якого він почасти був. «Республіка — є доброчесність», такий її початок; далі йдуть нападки на ворогів чесноти, і доводиться необхідність проголошення деїзму. «Французький народ — проголосив за пропозицією Робесп'єра Національний Конвент, — визнає Верховну Істоту і безсмертя душі. Він визнає, що гідне поклоніння Верховній Істоті є виконанням людських обов'язків. На чолі цих обов'язків він ставить ненависть до невіри та тиранії, покарання зрадників і тиранів, допомогу нещасним, повагу до слабких, захист пригноблених, запровадження всілякого добра та уникнення всякого зла». Дозволено було святкувати неділю, замість декади. У Європі стали бачити в Робесп'єрі приборкувача революції; Пруссія погодилась вступити в переговори з ним. За бажанням Робесп'єра, Конвент декларував урочисте святкування на честь Верховної Істоти (8 червня). Одягнений у блакитний фрак, з великим букетом квітів, плодів і класів (традиційні атрибути древніх язичницьких культів), Робесп'єр йшов, як президент, попереду інших членів Конвенту. 22 преріаля Робесп'єр представив закон, на підставі якого всякий громадянин зобов'язаний був донести на змовника і заарештувати його (уряд дозволив доноси). Судочинство було вкрай спрощене, найпоширеніше покарання — смерть. У наступні сім тижнів кількість страт подвоїлась: з 20 червня до 27 липня в Парижі було страчено 1366 осіб. Деякі автори вважають, що своїм терором Робесп'єр приносив людські жертви Верховній Істоті, і сам він, мабуть, думав, що чим більше ворогів революції він принесе в жертву «богині Свободі», тим більше зросте його власна могутність. Робесп'єр перестав з'являтися в комітеті громадського порятунку; комітети посилили терор, щоб порушити ненависть проти Робесп'єра, але все ще не наважувалися вступити з ним у боротьбу. Поширювали про Робесп'єра всілякі чутки, звертали на шкоду йому пророцтво недоумкуватої баби Катерини Тео, яка, богохульствуючи, називала себе богородицею, а Робесп'єра — своїм сином. Відпочинком від політики для Робесп'єра була сім'я столяра Дюпле, дочка якого обожнювала Робесп'єра, називаючи його рятівником. Взагалі у Робесп'єра було багато прихильниць («в'язальниць», фр. Tricoteuses de Robiespierre), які приходили на засідання Конвенту. Поширювалося переконання, що Робесп'єр приготував списки нових проскрипцій і страт. Завжди боязкий Робесп'єр став виходити з дому в супроводі озброєних якобінців. 1 липня Робесп'єр виголосив промову, яка стосувалася «розбещених, поблажливих, шалених і непокірних». Метою промови було навіяти думку про необхідність очищення комітетів. 11 липня він знову говорив про проскрипції. Зросла напруга навіть в уряді: 60 депутатів боялися ночувати у себе на квартирах.

## Політичне падіння та страта

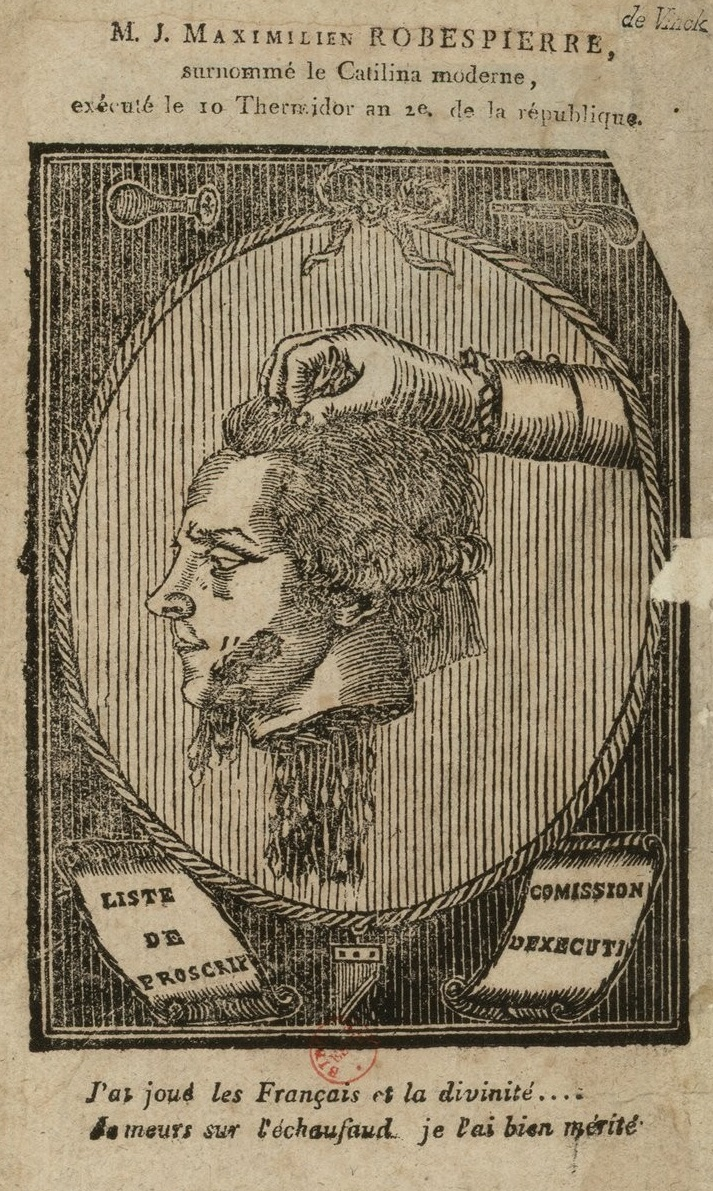
Гравюра на страту Робесп'єра 10 термідора (28 липня 1794 р.)

З 19 червня до 18 липня Робесп'єр не з'являвся в Конвенті, постійно засідаючи в Якобінському клубі. Ретельно проробивши нову промову, він виголосив її в Конвенті 8 термідора (26 липня). Разом з новими випадами проти «партії поганих громадян», Робесп'єр вказав на існування змови проти суспільної свободи у надрах самого Конвенту. Необхідно, говорив він, відновити склад комітету громадського порятунку, очистити комітет громадської безпеки, створити урядову єдність під верховною владою Конвенту. Звинувачення були настільки невизначені, що кожен у Конвенті міг побоюватися за власне життя. У збентеженні Конвент постановив надрукувати промову Робесп'єра, але Бійо-Варенн наполіг на попередньому розгляді її у комітетах.
Від Робесп'єра зажадали, щоб він назвав імена обвинувачених, але він відмовився.
Увечері він прочитав ту саму промову в клубі якобінців, де її із захопленням прийняли.
27 липня (9 термідора) сталося політичне падіння Робесп'єра. «Гора» (монтаньяри) освистала його, його промову переривали вигуками: «Геть тирана!». Робесп'єра заарештували і відвели до в'язниці. На його захист висловилася громадська рада. Кілька якобінців звільнили Робесп'єра і привели в ратушу, за ним туди безперешкодно прибули жандарми. Один з них пострілом з пістолета роздробив щелепу Робесп'єра (за деякими версіями, це була спроба самогубства).

## Страта Робесп'єра 28 липня 1794 року

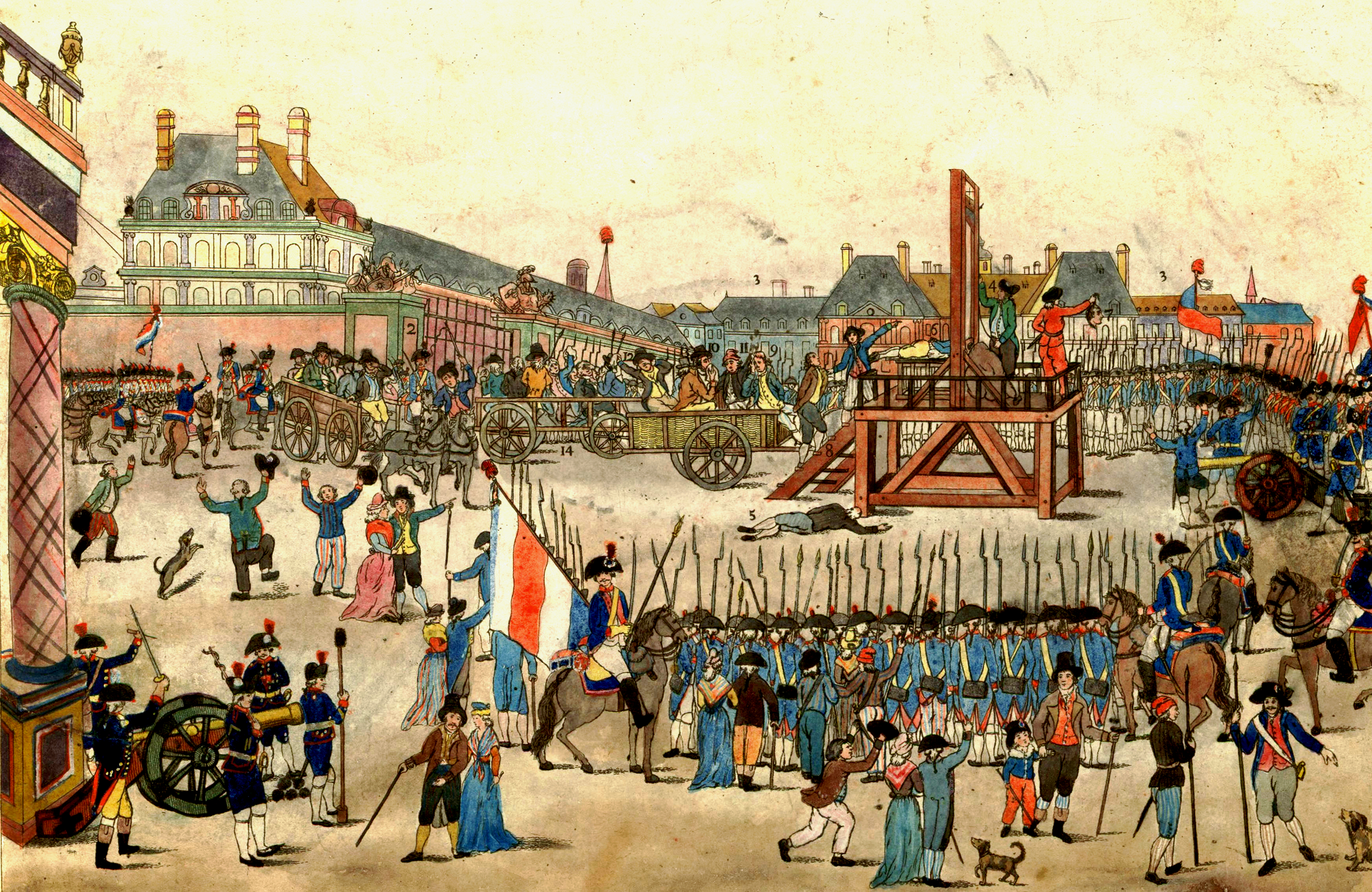
Страта Робесп'єра та його прибічників, 1794

По дорозі до страти, яка відбулася 10 термідора, натовп глузливо вітав пораненого Робесп'єра криками: «король» і «ваша величність». Терор, який народ ототожнював з особистістю Робесп'єра, припинився. Разом з Робесп'єром були страчені найближчі його прихильники — його брат Огюстен, Сен-Жюст, Кутон (Леба застрелився і завдяки цьому на гільйотину не потрапив).
Могили Робесп'єра не існує, його останки спочивають у безіменній могилі разом зі страченими 10 термідора його прихильниками. Версія про нібито існуючу могилу та епітафію: «Перехожий, не журися над моєю долею: ти був би мертвий, коли б я був живий» є чистою вигадкою, поширеною його ворогами.
Інші джерела називають могилою Робесп'єра братську могилу на кладовищі Пік-Пюс («Ловець бліх»), де поховані ще 1366 страчених «ворогів нації та революції», причому його тіло було кинуто в той же рів, що й страчені за його наказом раніше 16 молодих черниць-кармеліток, вся провина яких полягала в заборонених революціонерами молитвах, від читання яких вони не відмовилися під час якобінської диктатури.

## Цитати
- Чим слабша людина, тим більше вона потребує захисту влади, уповноваженої народом. (промова 10 травня 1792).
- Звичайно, не потрібно було Революції, щоб світ дізнався, що крайня нерівність майна є джерелом багатьох бід і багатьох злочинів. І тим не менш, ми переконані в тому, що майнова рівність — химера. Що ж до мене, я вважаю, що вона ще менш необхідна для особистого щастя, ніж для громадського благоденства. (Промова 22 квітня 1793).
- Головними правами людини є право забезпечити збереження свого існування і свободи (проєкт Декларації прав, 21 квітня 1793 року).
- Суспільство зобов'язане забезпечити всіх своїх членів засобами до існування або надаючи їм роботу, або забезпечуючи засобами до існування тих, хто не в змозі працювати.
- Суспільство повинно сприяти всіма своїми силами розвитку громадського розуму і зробити освіту доступною для всіх громадян (проєкт Декларації прав, 21 квітня 1793 року).
- Той, хто пригнічує будь-яку одну націю, цим самим оголошує себе ворогом всіх націй (проєкт Декларації прав людини, 21 квітня 1793 року).
- Народи Європи зробили дивовижні успіхи в тому, що називають мистецтвами та науками, і, здається, вони залишаються неосвіченими щодо елементарних понять суспільної моралі; вони знають все, крім своїх прав і своїх обов'язків (травень 1794).

## Пам'ять
- Вулиці Робесп'єра у містах Франції та за її межами.
- У Парижі та Монреалі в метро є станції Робесп'єра.
- У рідному місті Робесп'єра Аррасі є ліцей його імені та невеличкий музей на його честь.[6]

## Галерея

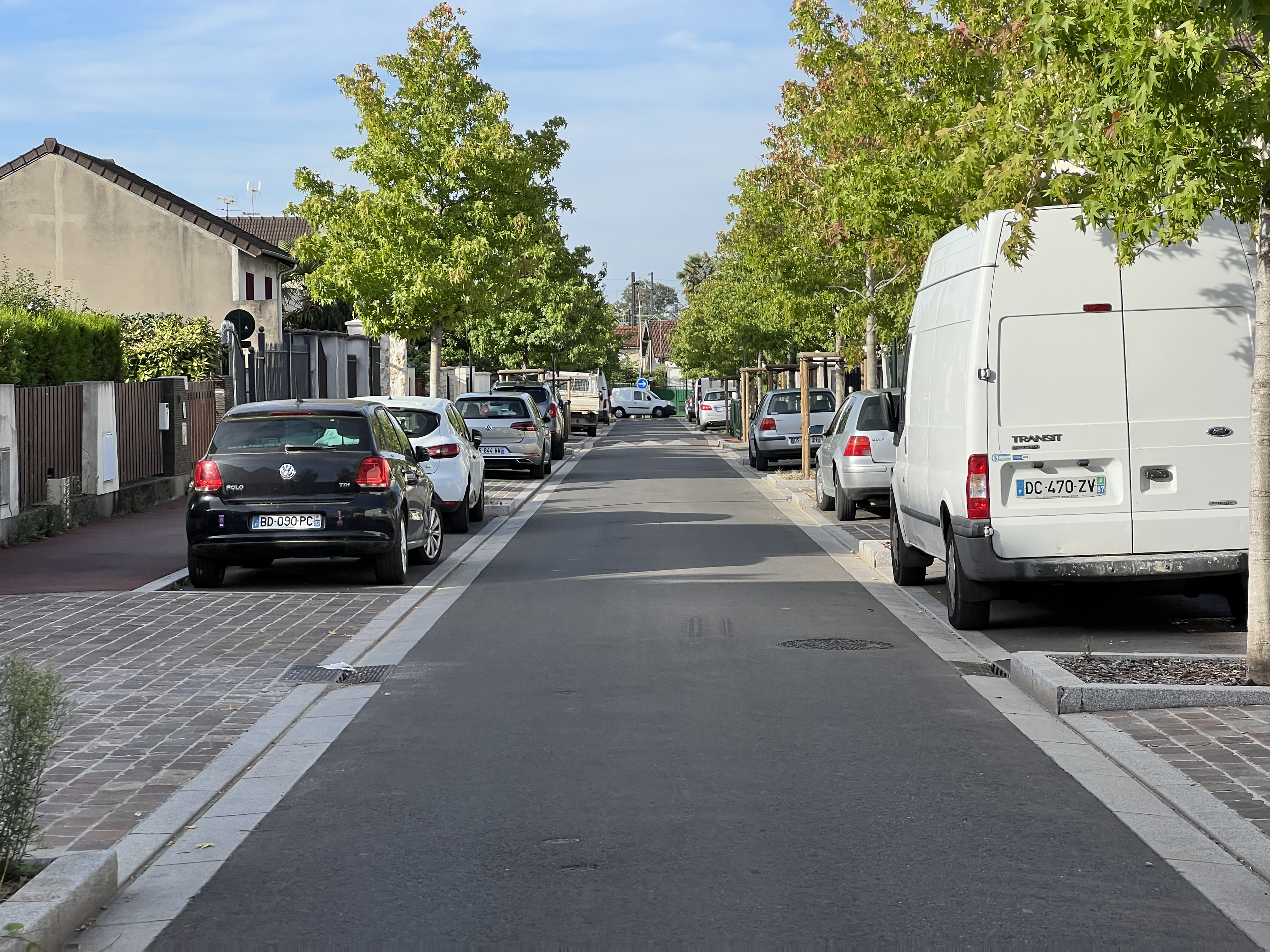
Вулиця Робесп'єра у місті Ле-Блан-Меніль

## Твори
- Революційна законність і правосуддя: статті і мови / Переклад з франц. Н. С. Лапшиной під ред. і з передмовою А. Герцензона (М.: державне вид-во юридичної літератури)
- Вибрані виступи, промови, листи
- Про смертну кару
- Про тих, що безчестять покарання
- Про введення суду присяжних
- Нотатки проти дантоністів
- Листування Робесп'єра (переклад з французької)
- фрагменти з листування Робесп'єра

### Твори Робесп'єра
- Про представницьке урядування [Архівовано 8 липня 2019 у Wayback Machine.] // «Всесвіт» (Київ). — 1989. — № 7. — Стор. 156—161.

### Про нього
- А. Манфред. Спори про Робесп'єра: до 200-річчя від дня народження // Питання історії. 1958.
- А. Олар. Робесп'єр — глава з книги «Оратори французької революції». Т.1. М., 1907.
- А. Собуль. Робесп'єр і народний рух // З історії Великої буржуазної революції 1789—1794 рр. і Революції 1848 р. у Франції. пер. з франц. Е. Тастевена під ред. А. В. Адо (М.: ІЛ. 1960).
- А. Тевдой-Бурмулі. Логіка торжествуючої чесноти: Робесп'єр і ідея революційного насильства // Пам'яті професора А. В. Адо. Сучасні дослідження про французької революції кінця XVIII століття. М., 2003.
- Н. Лукін. Максиміліан Робесп'єр // труди в 3-х тт. Т. 1 (М.: СРСР. 1960) Вперше опубл. у 1919 р.
- Я. Захер. Робесп'єр.
- Сен-Жюст. Робесп'єр. Сійес — глави з «Життя і діянь мужів, які прославилися у Франції з часу Революції (1802)».
- Бабеф Про Робесп'єра.
- Ламартін Про Робесп'єра.
- Сен-Жюст На захист Робесп'єра.
- Баррас про Робесп'єра перед термідором.
- Пілон Е. «Юність Робесп'єра».
- Роллан Р. З листування — про Робесп'єра.
- Мерлен (з Тіонвіль) А. К. «Портрет Робесп'єра».
- Бачко Б. «Робесп'єр і терор».
- Ігор Сюндюков. До свободи через гільйотину [Архівовано 9 липня 2019 у Wayback Machine.] // «День» (Київ). — 2013. — № 164 (15 вересня).
- Александр Тарасов. Необходимость Робеспьера (2005) [Архівовано 8 липня 2019 у Wayback Machine.] (рос.)